# Salanoia durrelli
Salanoia durrelli Durbin et al., 2010 è un mammifero carnivoro della famiglia degli Eupleridi, endemico del Madagascar.

## Descrizione
L'animale assomiglia nell'aspetto alle manguste. Dai limitati dati a disposizione, sembra che S. durrelli abbia dimensioni inferiori rispetto alla specie congenere S. concolor.
Si pensa che possa avere abitudini semiacquatiche.

## Scoperta
Nick Garbutt, in un suo libro del 1999, riferiva che gli abitanti locali parlavano della presenza di un piccolo mammifero carnivoro nella zona del lago Alaotra, che si riteneva potesse essere Salanoia concolor.
Nel 2004 fu catturato, fotografato e rilasciato un animale riconducibile alla famiglia degli eupleridi mentre nuotava in un piccolo lago isolato, ma che non sembrava potere essere identificato con alcuna specie conosciuta. Nel 2005 furono catturati due esemplari. Nel 2010 l'animale, con un Dna mitocondriale assai simile a quello di S. concolor, ma con nette differenze morfologiche, è stato descritto come una nuova specie, chiamata Salanoia durrelli, in omaggio al naturalista Gerald Durrell.